# Euploea pelor
Euploea pelor är en fjärilsart som beskrevs av Doubleday 1847. Euploea pelor ingår i släktet Euploea och familjen praktfjärilar. Inga underarter finns listade i Catalogue of Life.